# Łzy anioła
Łzy anioła - album polskiego zespołu muzycznego Cztery Pory Miłowania wydany w 2025 roku.

## Lista utworów
Album zawiera 2 płyty Wielkie dni i Człowiek, łącznie 20 piosenek.
Wielkie dni:
1. Skrzydła
2. Przyzwoitość
3. Brewiarz
4. Tak mnie tańcz
5. Wielkie dni
6. Malarz
7. Kres
8. Łzy anioła
9. Po co
10. Koniec na dzisiaj

Człowiek:
1. Człowiek
2. Wiara, nadzieja i miłość
3. Setki nocy
4. Wygnajewo
5. Kocham Cię tulić rano
6. Uśmiecham się do Ciebie
7. Tańce życia
8. To przecież my
9. Urodzony
10. Pieśń na odejście

1.Łzy anioła - 2x płyta CD (2025r.) - Cztery Pory Miłowania